# Lasianthus kilimandscharicus
Lasianthus kilimandscharicus là một loài thực vật có hoa trong họ Thiến thảo. Loài này được K.Schum. mô tả khoa học đầu tiên năm 1895.